# لیوبوسیفکا
لیوبوسیفکا (انگلیسی: Lyuboseyevka) یک رودخانه در استان مسکو کشور روسیه است..